# Elachertus gyes
Elachertus gyes är en stekelart som först beskrevs av Walker 1839.  Elachertus gyes ingår i släktet Elachertus och familjen finglanssteklar. Inga underarter finns listade i Catalogue of Life.